# Coryphopteris klossii
Coryphopteris klossii är en kärrbräkenväxtart som först beskrevs av Henry Nicholas Ridley, och fick sitt nu gällande namn av Holtt. Coryphopteris klossii ingår i släktet Coryphopteris och familjen Thelypteridaceae. Inga underarter finns listade.